# 華山

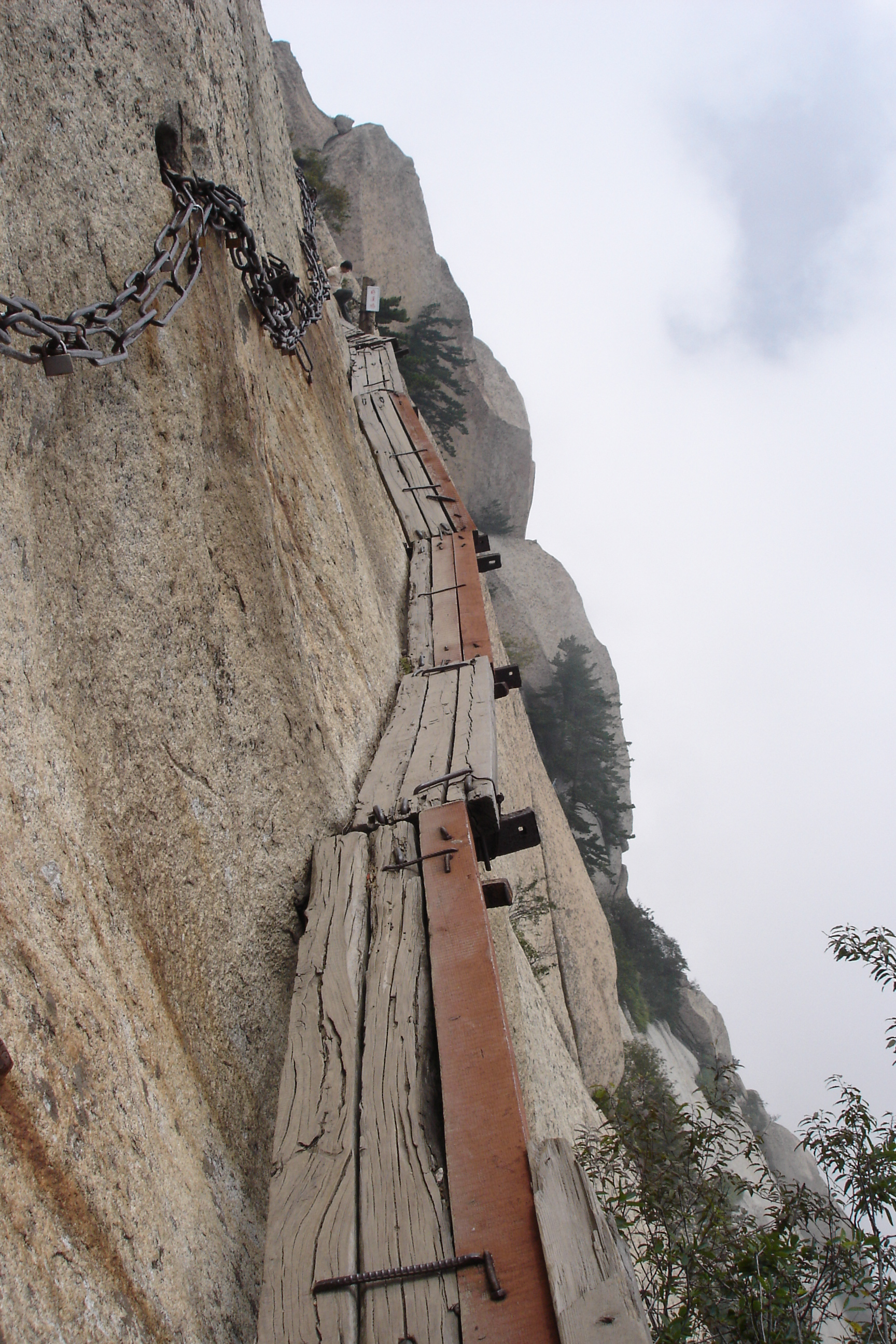
長空桟道

華山（かざん、古は崋山とも、中国語: 華山/华山、拼音: Huà Shān ファーシャン）は、中国陝西省華陰市にある山。中国五名山の一つとして、西岳とも呼ばれる。
中国において、花崗岩が露出した険しい山肌が続く景勝地として知られ、国家級風景名勝区（第1期、1982年認定）と中国の5A級観光地（2011年認定）に指定されている。主に道教の修行地として利用され、山上・山麓には多くの道観が存在し、現在でも多くの道士が住んでいる。

## 概要
華山は最高峰である南峰（2,154m）の他に、北峰（1,614m）、中峰（2,037m）、東峰（2,096m）、西峰（2,082m）の5つから構成されている。
山はほぼ全山が花崗岩で成り立っており、1000メートル以上の落差を有する岩壁が各所に見られ、それをすぐ下から眺められる場所や、すぐ上にある展望ポイントが各所に存在して、独特の景観を見ることができる。
山頂周辺へのアクセス手段には、山麓からの登山道から登る方法も当然あるが、多くの観光客は二本の索道（ロープウェイ、北峰側の三特索道か西峰側の太華索道）を使用して山上まで一気に登る方法が使われる。このうち太華索道は、2013年に開業した全長4,211mの世界最長クラスのロープウェイである。もちろん元のロープウェイで下山する人もいるが、片方のロープウェイで登って、山上を巡ったあともう一つのロープウェイで下る方法を採用する人も多い。
ほとんどの区間で石段が整備されており、一部では花崗岩の山体を直接削った石段が作られている。蒼龍嶺という両側が切り立った尾根の上を登る区間（現在は道の両側に頑丈な手すりが整備されている。また、登り線用となっており、下りは別の道を使用する）があったり、オーバーハングした岩場を登る雲梯という鎖場（鎖場を回避する道も整備されている）もある。
長空桟道という断崖絶壁の上に作られた20cmほどしかない足場や桟道を通って行く場所もあるが、これは観光目的に作られた有料施設であり、通行希望者は命の保証は無いことを文書で了解したあと、ハーネス・カラビナを装着して往復する。鷂子翻身という同様に有料でハーネス・カラビナを装着して往復するロッククライミングコースも有る。
山上には各所に多くの売店、食事処やトイレがある他、西峰・東峰の山頂付近などには宿泊施設もあり、個室やドミトリーの部屋を用意している。また、山中にもかかわらず、山上のコースのほぼ全てで携帯電話の電波が入るほか、無料のWi-Fiが完備されている。

## アクセス
中国高速鉄道・鄭西旅客専用線の開通後は、華山北駅まで西安や洛陽などの各地から向かい、そこから旅客センター（遊客中心）までバスで向かうのが一般的となった。旅客センターまでのバスは無料の公営バスと有料の民営バスがある。その他、西安駅前から出る遊1路バスなど西安市内の各所から直接向かう中距離バスもある。
旅客センターで、景区の入場チケットと北峰側の三特索道か西峰側の太華索道のチケットとロープウェイの山麓駅までのシャトルバスのチケットを購入してから、それぞれのシャトルバスでロープウェイ駅に向かう。徒歩登山の場合は、山麓の玉泉院という道観から登る方法か、北峰側のロープウェイの山麓駅までバスで登ってそこから登る方法の2つが主に使われる。この場合も景区入場チケットを購入する必要がある。
冬季を除く好天時の週末や連休期間などは多くの登山者が詰めかけて、ロープウェイの乗車までに多くの時間がかかることがあるので、注意が必要である。